# Armenzorg

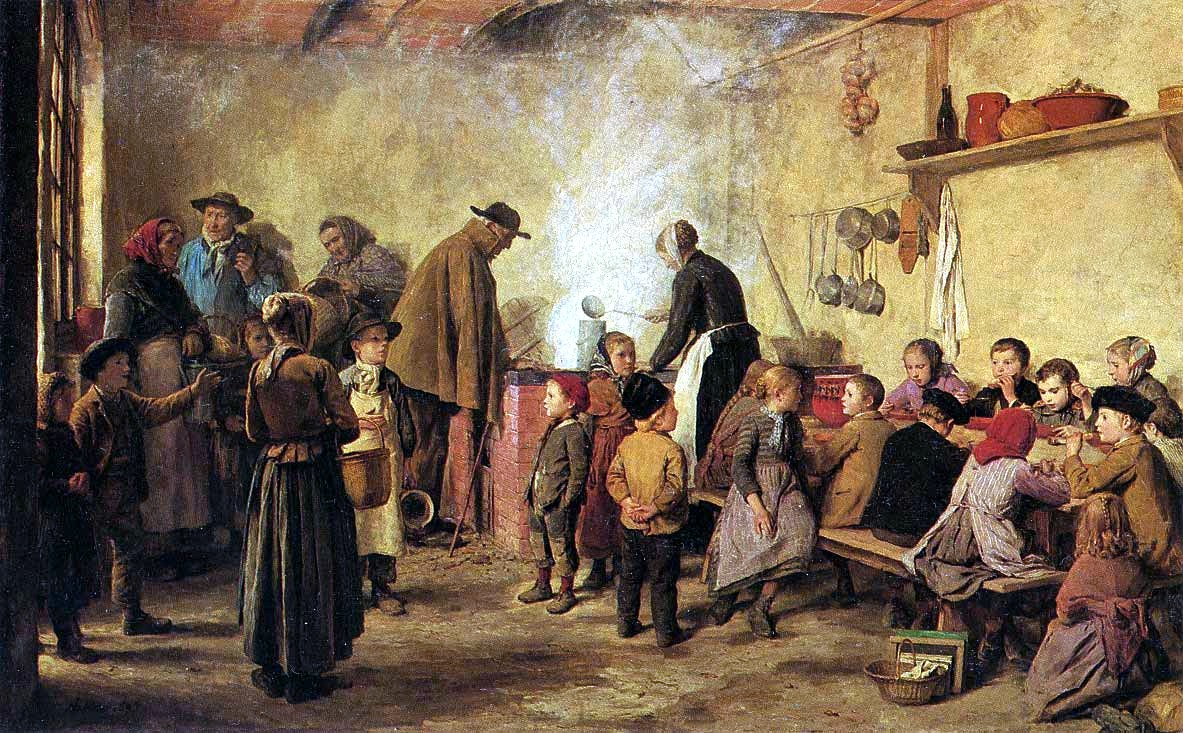
Een schilderij van Albert Anker waarop soep wordt uitgedeeld aan armen

Armenzorg, vroeger ook wel bedéling, is de hulpverlening aan, en de zorg voor, mensen die in armoede leven.

## Geschiedenis
Tot in de twintigste eeuw waren het met name kerkelijke instellingen die zich bezighielden met de armenzorg. Dat gebeurde op basis van liefdadigheid. De christelijke armenzorg wordt caritas of kortweg 'liefdadigheid' genoemd. Aan de meeste parochiekerken was een zogenaamde "armentafel" verbonden. Deze wisten door legaten (erfenissen) en andere schenkingen vaak een aanzienlijk vermogen op te bouwen. Na de Reformatie voelden sommige vermogende particulieren zich geroepen om de caritas te beoefenen, bijvoorbeeld door het stichten van hofjes voor armlastige ouderen. In de Zuidelijke Nederlanden bleven de armentafels en andere kerkelijke liefdadigheidsinstellingen bestaan tot de Franse tijd. Het vermogen van die instellingen werd toen overgeheveld naar de nieuw opgerichte burgerlijk armbesturen.
Later in de 19e eeuw werden opnieuw liefdadigheidsinstellingen van katholieke signatuur opgericht, vaak gerund door kloosterzusters. Een bekende katholieke instelling was de Sint-Vincentiusvereniging, vernoemd naar de Heilige Vincentius a Paulo. In protestants Nederland was de Maatschappij van Welstand actief. In veel steden waren in de 19e en begin 20e eeuw gaarkeukens of soepuitdelingen om de ergste nood onder de armen te lenigen. Zo ondersteunde de Maastrichtse herensociëteit Momus in de wintermaanden een soepkeuken voor de minderbedeelden in die stad.
Kritiek op de liefdadigheid hield in dat er soms een paternalistische verhouding met de van zorg afhankelijken kon ontstaan en dat willekeur een rol kon spelen.
Tegenwoordig is de armenzorg voornamelijk een taak van de overheid, hoewel ook kerkelijke en particuliere instellingen actief blijven.

### Nederland
In 1818 werd de Maatschappij van Weldadigheid opgericht. De Wet tot regeling van het armbestuur uit 1854 regelde dat het zwaartepunt van de armenzorg bij de kerken kwam te liggen en dat gemeenten slechts een aanvullende rol hadden. Hulpbehoevenden die niet tot een kerkelijke gezindte behoorden in geval van 'volstrekte onvermijdelijkheid', kregen recht op een uitkering door een overheidsorgaan (in de praktijk de gemeente). Belangrijk onderdeel was dat de geboorteplaats doorslaggevend was wie voor de armenzorg diende zorg te dragen. Grote steden, waar de armen vaak naartoe vluchtten, hoefden daardoor niet in te staan voor ondersteuning. In de praktijk werkte deze regeling niet. Daarom werd de wet in 1870 aangepast, waarbij de kerk in de plaats waar de aanvrager woonde voor de zorg diende op te draaien. Dat had tot gevolg dat diverse lokale kerken de zorg financieel niet meer aankonden. Daaruit kwam weer voort dat de steden, zoals Amsterdam, alsnog meer en meer betrokken werden bij de hulpverstrekking.
In Nederland is thans bijstand de gebruikelijke term voor armenzorg. Vanaf 1965 werd bijstand een recht. De Algemene bijstandswet (ABW) kwam in de plaats van de Armenwet van 1854 en na 1870 in 1912 slechts iets was aangepast. Met de ABW kwam het primaat van de armenzorg wettelijk gezien bij de overheid te liggen.  
Toen in de loop van de jaren 1980 de hoogte van de bijstand achterbleef bij de kosten van levensonderhoud, nam de bemoeienis van derden met de armenzorg weer toe. In 1987 richtte de Raad van Kerken de werkgroep Arme kant van Nederland op, met als doelstelling aandacht te vragen voor de armoedeproblematiek. In Nederland zijn ook groeperingen als het Leger des Heils, de Odd Fellows en de vrijmetselarij bij de armenzorg betrokken.
Er zijn in Nederland altijd mensen geweest die in het afval van anderen naar voedsel zochten, maar dat is volgens de Nederlandse wet verboden. Vanaf het begin van de 21e eeuw zijn door diverse kerken en particuliere instellingen plaatselijk voedselbanken ingesteld die het voedseloverschot van supermarkten opvragen om te mogen schenken aan arme Nederlanders. In 2006 werd geschat dat 8.000 huishoudens gebruikmaken van voedselbanken. In 2020 bedroeg het aantal huishoudens dat "klant" was bij Voedselbanken Nederland 37.000 en werden 160.000 mensen door hen "voorzien van voedselhulp".

### België
Aanvankelijk was de zorg voor behoeftigen en armen een vorm van liefdadigheid die verstrekt werd door kerkelijke instellingen zoals kloosters en abdijen, of door de adel en andere particulieren. Vanaf de 13e eeuw waren er de [[parochiesparochiaal]] georganiseerde Tafels van de Heilige Geest. 
Passanten en zieken werden in hospitalen opgevangen. Aanvankelijk waren deze hospitalen verbonden aan kloosters of kapittels, maar vanaf de elfde en vooral twaalfde eeuw worden verschillende hospitalen opgericht door steden en particulieren. De Heilige Geestmeester voorzag in bedelingen aan de arme inwoners van de parochie. Daarnaast ontstonden er godshuizen voor bejaarden, ambachtsbussen en nog tal van andere instellingen. Stadsbesturen (en in mindere mate dorpsbesturen) wonnen aan invloed in de loop van de vijftiende maar vooral de zestiende eeuw. Op aansturen van de centrale overheid werden stedelijke armenkamers opgericht, die de bestaande instellingen controleerden en reguleerden. 
De armenzorg werd reeds hervormd in de Oostenrijkse, en daarna de Franse periode. De organisatie berustte van dan af bij de burgerlijke godshuizen en Burelen van Weldadigheid. Op 27 november 1891 kwam er een Wet op de Openbare Onderstand, die de voorloper werd van het latere Openbaar Centrum voor Maatschappelijk Welzijn (OCMW).